# Албано-венгерские отношения
Албано-венгерские отношения — двухсторонние дипломатические отношения между Венгрией и Албанией.
У Албании есть посольство в Будапеште, а у Венгрии есть посольство и консульское учреждение в Тиране. История дипломатических отношений Албании и Венгрии восходит к 1912 году, когда 28 ноября 1912 года Албания провозгласила свою независимость.
Страны являются членами Организации Североатлантического договора и Организации по безопасности и сотрудничеству в Европе. Как член Европейского союза (ЕС), Венгрия поддерживает Албанию на ее пути евроинтеграции.

## История
Обе страны пережили османское владычество и в некоторых случаях восставали против него, исторически это включало союз между Яношем Хуньяди и Скандербегом. Во время Великой турецкой войны албанские католические лидеры Петер Богдани и Тома Распасани сплотили косовских албанских католиков и мусульман на проавстрийских началах. После Великой турецкой войны Венгрия была поглощена владениями Габсбургов, в то время как населенные албанцами регионы оставались частью Османской империи и пережили период экономического и социального распада, в ходе которого большое количество католиков из Косово бежало на север, чтобы прибыть в Будапешт и широко распространенную исламизацию из-за чрезвычайно резкого повышения османскими властями подушного налога, а также случаев принудительного обращения. Албанский католицизм выжил в горных районах Северо-запада Албании при значительной помощи австро-венгерских священнослужителей. Католические школы, финансируемые Австро-Венгрией, были единственными школами, где албанцы могли учиться в своих родной язык во времена османского владычества, и в результате многие из их студентов внесли свой вклад в возникновение албанского национализма, как это сделали некоторые венгерские интеллектуалы, такие как Франц Нопча.
Австро-Венгрия была ключевым сторонником независимости Албании и выступала против попыток славянских народов доминировать на албанских землях. Австро-венгерская дипломатическая помощь имела решающее значение для изгнания сербской и черногорской армий из Дурреса и Шкодера в 1912 году, во время первой балканской войны. После обретения Албанией независимости король Зог женился на венгерке, Жеральдине Аппоньи де Надьяаппони. В начале 20 века Албания и Венгрия столкнулись с общей ситуацией, когда большое количество албанцев и венгров проживало за пределами их соответствующих новых границ, и в обеих странах наблюдался подъем ирредентистских движений, которые стремились создать Великую Венгрию и Великую Албанию, но им препятствовала относительная мощь окружающих стран. Во время Второй мировой войны обе страны перешли под контроль режимов, союзных Оси, за которыми последовало господство коммунистических партий, союзных Москве. Албанско-венгерские отношения прекратились после советско-албанского раскола, но были восстановлены после падения коммунизма.